# Eliteserien 2018
La temporada 2018 fue la 73.ª edición de la Eliteserien, la máxima categoría del fútbol en Noruega. La competición comenzó el 11 de marzo de 2018 y finalizó el 24 de noviembre de 2018. El Rosenborg es el vigente campeón, pues ganó la temporada anterior.

## Ascensos y descensos
La liga se disputa por 16 equipos: los 13 mejores equipos de la temporada 2017; y los tres primeros de la 1. divisjon 2017, el FK Bodø/Glimt que vuelve tras un año de ausencia, IK Start Kristiansand y Ranheim
| Pos. | Descendidos de la Eliteserien 2017 |
| ---- | ---------------------------------- |
| 14.º | Sogndal                            |
| 15.º | Aalesund                           |
| 16.º | Viking Stavanger                   |

| Pos. | Ascendidos de la 1. divisjon 2017 |
| ---- | --------------------------------- |
| 1.º  | FK Bodø/Glimt                     |
| 2.º  | IK Start Kristiansand             |
| 3.º  | Ranheim                           |

## Equipos participantes
| Club         | Ciudad       | Estadio              | Capacidad |
| ------------ | ------------ | -------------------- | --------- |
| Bodø/Glimt   | Bodø         | Aspmyra Stadion      | 5,635     |
| Brann Bergen | Bergen       | Brann Stadion        | 17,686    |
| Haugesund    | Haugesund    | Haugesund Stadion    | 8,754     |
| Kristiansund | Kristiansund | Kristiansund Stadion | 4,277     |
| Lillestrøm   | Lillestrøm   | Åråsen Stadion       | 11,500    |
| Molde FK     | Molde        | Aker Stadion         | 11,249    |
| Odd          | Skien        | Skagerak Arena       | 11,767    |
| Ranheim      | Trondheim    | EXTRA Arena          | 3,000     |
| Rosenborg    | Trondheim    | Lerkendal Stadion    | 21,405    |
| Sandefjord   | Sandefjord   | Komplett Arena       | 6,582     |
| Sarpsborg 08 | Sarpsborg    | Sarpsborg Stadion    | 6,833     |
| Stabæk       | Bærum        | Nadderud Stadion     | 4,938     |
| IK Start     | Kristiansand | Sør Arena            | 14,448    |
| Strømsgodset | Drammen      | Marienlyst Stadion   | 8,935     |
| Tromsø IL    | Tromsø       | Alfheim Stadion      | 6,801     |
| Vålerenga    | Oslo         | Intility Arena       | 17,233    |

### Personal y equipación
| Club         | técnico                  | Capitán              | Kit manufacturer |
| ------------ | ------------------------ | -------------------- | ---------------- |
| Bodø/Glimt   | Kjetil Knutsen           | Martin Bjørnbak      | Diadora          |
| Brann        | Lars Arne Nilsen         | Vito Wormgoor        | Nike             |
| Haugesund    | Eirik Horneland          | Christian Grindheim  | Macron           |
| Kristiansund | Christian Michelsen      | Dan Peter Ulvestad   | Macron           |
| Lillestrøm   | Jörgen Lennartsson       | Frode Kippe          | Puma             |
| Molde        | Ole Gunnar Solskjær      | Ruben Gabrielsen     | Nike             |
| Odd          | Dag-Eilev Fagermo        | Steffen Hagen        | Hummel           |
| Ranheim      | Svein Maalen             | Mads Reginiussen     | Umbro            |
| Rosenborg    | Rini Coolen              | Mike Jensen          | Adidas           |
| Sandefjord   | Martí Cifuentes          | Håvard Storbæk       | Macron           |
| Sarpsborg 08 | Geir Bakke               | Patrick Mortensen    | Select           |
| Stabæk       | Henning Berg             | Andreas Hanche-Olsen | Macron           |
| Start        | Kjetil Rekdal            | Simon Larsen         | Macron           |
| Strømsgodset | Bjørn Petter Ingebretsen | Jakob Glesnes        | Puma             |
| Tromsø       | Simo Valakari            | Simen Wangberg       | Select           |
| Vålerenga    | Ronny Deila              | Daniel Fredheim Holm | Umbro            |

## Tabla de posiciones
- Clasificación final el 24 de noviembre 2018.[1]

| Pos. | Equipo         | Pts. | PJ | G  | E  | P  | GF | GC | Dif. | Clasificación o descenso                                      |
| ---- | -------------- | ---- | -- | -- | -- | -- | -- | -- | ---- | ------------------------------------------------------------- |
| 1    | Rosenborg (C)  | 64   | 30 | 19 | 7  | 4  | 51 | 24 | +27  | Clasificación a Liga de Campeones de la UEFA 2019-20          |
| 2    | Molde          | 59   | 30 | 18 | 5  | 7  | 63 | 36 | +27  | Primera fase clasificatoria de Liga Europa de la UEFA 2019-20 |
| 3    | Brann Bergen   | 58   | 30 | 17 | 7  | 6  | 45 | 31 | +14  | Primera fase clasificatoria de Liga Europa de la UEFA 2019-20 |
| 4    | Haugesund      | 53   | 30 | 16 | 5  | 9  | 45 | 33 | +12  |                                                               |
| 5    | Kristiansund   | 46   | 30 | 13 | 7  | 10 | 46 | 41 | +5   |                                                               |
| 6    | Vålerenga Oslo | 42   | 30 | 11 | 9  | 10 | 39 | 44 | −5   |                                                               |
| 7    | Ranheim        | 42   | 30 | 12 | 6  | 12 | 43 | 50 | −7   |                                                               |
| 8    | Sarpsborg 08   | 41   | 30 | 11 | 8  | 11 | 46 | 39 | +7   |                                                               |
| 9    | Odd Grenland   | 40   | 30 | 11 | 7  | 12 | 39 | 38 | +1   |                                                               |
| 10   | Tromsø         | 36   | 30 | 11 | 3  | 16 | 41 | 48 | −7   |                                                               |
| 11   | Bodø/Glimt     | 32   | 30 | 6  | 14 | 10 | 32 | 35 | −3   |                                                               |
| 12   | Lillestrøm     | 32   | 30 | 7  | 11 | 12 | 34 | 44 | −10  |                                                               |
| 13   | Strømsgodset   | 31   | 30 | 7  | 10 | 13 | 46 | 48 | −2   |                                                               |
| 14   | Stabæk         | 29   | 30 | 6  | 11 | 13 | 37 | 50 | −13  | Promoción por la permanencia                                  |
| 15   | Start          | 29   | 30 | 8  | 5  | 17 | 30 | 54 | −24  | Descenso a OBOS-ligaen                                        |
| 16   | Sandefjord     | 23   | 30 | 4  | 11 | 15 | 35 | 57 | −22  | Descenso a OBOS-ligaen                                        |

 Fuente: Football Association of Norway (en noruego), Soccerway
Criterios de clasificación: 1) Puntos; 2) diferencia de goles; 3) Goles anotados; 4) Partidos ganados.

## Resultados
| Local \ Visitante | BOD | BRA | HAU | KRI | LIL | MOL | ODD | RAN | ROS | SND | SRP | SBK | STA | STM | TRO | VÅL |
| ----------------- | --- | --- | --- | --- | --- | --- | --- | --- | --- | --- | --- | --- | --- | --- | --- | --- |
| Bodø/Glimt        | —   | 2–2 | 0–3 | 3–0 | 3–1 | 0–1 | 1–1 | 4–0 | 0–1 | 1–1 | 3–1 | 1–1 | 1–2 | 2–2 | 0–1 | 1–1 |
| Brann             | 2–0 | —   | 1–1 | 1–0 | 1–1 | 0–4 | 1–0 | 1–0 | 1–2 | 1–1 | 2–0 | 3–0 | 4–1 | 3–1 | 3–0 | 0–0 |
| Haugesund         | 1–0 | 1–3 | —   | 3–2 | 2–2 | 0–1 | 2–0 | 2–0 | 1–2 | 4–2 | 1–1 | 2–0 | 3–1 | 1–0 | 1–0 | 1–0 |
| Kristiansund      | 1–1 | 3–1 | 2–1 | —   | 2–1 | 1–0 | 1–1 | 1–3 | 0–2 | 3–2 | 1–1 | 1–0 | 1–1 | 4–0 | 5–1 | 0–1 |
| Lillestrøm        | 1–1 | 1–1 | 1–1 | 2–0 | —   | 2–2 | 0–0 | 0–1 | 0–0 | 1–0 | 2–2 | 3–2 | 1–0 | 1–1 | 1–0 | 0–1 |
| Molde             | 1–2 | 5–1 | 2–0 | 3–2 | 2–1 | —   | 0–1 | 2–3 | 1–0 | 5–0 | 2–2 | 3–0 | 3–1 | 2–0 | 2–1 | 5–1 |
| Odd               | 1–0 | 0–1 | 1–2 | 1–2 | 3–1 | 1–1 | —   | 2–0 | 1–1 | 5–0 | 3–1 | 0–3 | 3–0 | 2–2 | 1–0 | 3–2 |
| Ranheim           | 0–0 | 0–2 | 4–2 | 2–1 | 3–2 | 3–1 | 3–1 | —   | 1–3 | 1–1 | 2–1 | 4–1 | 2–0 | 1–1 | 1–2 | 2–2 |
| Rosenborg         | 1–1 | 1–2 | 1–0 | 2–2 | 3–0 | 4–0 | 3–1 | 1–1 | —   | 1–1 | 3–1 | 1–1 | 2–0 | 4–3 | 2–1 | 3–0 |
| Sandefjord        | 1–1 | 0–1 | 0–2 | 3–3 | 1–3 | 1–3 | 1–1 | 1–2 | 0–1 | —   | 0–1 | 1–1 | 4–1 | 2–1 | 1–0 | 0–1 |
| Sarpsborg 08      | 0–0 | 1–2 | 2–1 | 1–2 | 2–0 | 2–2 | 1–2 | 4–1 | 1–0 | 1–1 | —   | 4–2 | 4–0 | 0–1 | 2–3 | 3–0 |
| Stabæk            | 0–0 | 1–2 | 2–1 | 0–1 | 3–2 | 3–1 | 2–1 | 3–2 | 0–1 | 3–3 | 1–3 | —   | 1–1 | 2–2 | 1–1 | 1–1 |
| Start             | 1–0 | 0–1 | 0–1 | 2–0 | 3–0 | 1–3 | 0–1 | 0–0 | 0–1 | 1–4 | 1–0 | 2–1 | —   | 1–1 | 4–1 | 1–6 |
| Strømsgodset      | 4–0 | 1–1 | 0–1 | 2–3 | 2–2 | 1–2 | 3–0 | 3–0 | 0–1 | 2–0 | 1–2 | 2–2 | 1–1 | —   | 2–4 | 2–0 |
| Tromsø            | 1–2 | 2–1 | 1–2 | 0–0 | 1–2 | 2–4 | 2–1 | 4–0 | 2–1 | 4–1 | 0–2 | 0–0 | 1–2 | 3–1 | —   | 3–0 |
| Vålerenga         | 2–2 | 2–0 | 2–2 | 0–2 | 1–0 | 0–0 | 2–1 | 2–1 | 2–3 | 2–2 | 0–0 | 1–0 | 3–2 | 1–4 | 3–0 | —   |

## Promoción playoffs
El decimocuarto clasificado jugará un playoff a ida y vuelta contra el ganador de la promoción de la Primera División de Noruega, para definir quien jugará la Eliteserien 2019.
| 5 de diciembre de 2018 | Stabæk | 1–0     | Aalesunds | Nadderud Stadion, Bærum,                                     |                                                              |
|                        |        | Reporte |           | Asistencia: 3 831 espectadores Árbitro(s): Svein Oddvar Moen | Asistencia: 3 831 espectadores Árbitro(s): Svein Oddvar Moen |

| 9 de diciembre de 2018 | Aalesunds | 1–1     | Stabæk | Color Line Stadion, Ålesund,                           |                                                        |
|                        |           | Reporte |        | Asistencia: 6 333 espectadores Árbitro(s): Tore Hansen | Asistencia: 6 333 espectadores Árbitro(s): Tore Hansen |

- Stabæk vence por un global de 2–1 y permanece en la Eliteserien.

## Goleadores
| Pos. | Jugador                | Club               | Goles | PJ | Av.  |
| ---- | ---------------------- | ------------------ | ----- | -- | ---- |
| 1    | Franck Boli            | Stabæk             | 17    | 29 | 0,59 |
| 2    | Marcus Pedersen        | Strømsgodset       | 14    | 23 | 0,61 |
| 3    | Erling Braut Håland    | Molde              | 12    | 25 | 0,48 |
| 3    | Patrick Mortensen      | Sarpsborg 08       | 12    | 28 | 0,43 |
| 3    | Thomas Lehne Olsen     | Lillestrøm         | 12    | 29 | 0,41 |
| 6    | Sam Johnson            | Vålerenga          | 11    | 24 | 0,46 |
| 6    | Daouda Bamba           | Kristiansund/Brann | 11    | 29 | 0,38 |
| 8    | Bård Finne             | Vålerenga          | 10    | 25 | 0,40 |
| 8    | Kristian Fardal Opseth | Bodø/Glimt         | 10    | 30 | 0,30 |
| 10   | Mads Reginiussen       | Ranheim            | 9     | 26 | 0,35 |
| 10   | Steffen Lie Skålevik   | Brann              | 9     | 28 | 0,32 |
| 10   | Bendik Bye             | Kristiansund       | 9     | 30 | 0,30 |
| 10   | David Akintola         | Haugesund          | 9     | 30 | 0,30 |